# Григорьев, Николай Михайлович (Герой Советского Союза)
Николай Михайлович Григорьев (2 декабря 1925, Ярославская область — 25 августа 2016, Заречный, Свердловская область) — майор Советской Армии, участник Великой Отечественной войны, Герой Советского Союза (1945).

## Биография
Родился в деревне Старово Курбского района (с 1957 года — в составе Борисоглебского района) Ярославской губернии в крестьянской семье. Окончил семь классов средней школы, работал в колхозе «Заря коммунизма».
В январе 1943 года был призван на службу в Рабоче-крестьянскую Красную Армию. Прошёл стрелковую подготовку в запасном полку Московского военного округа. С августа 1943 года — на фронтах Великой Отечественной войны. Принимал участие в боях на Центральном, Белорусском и 1-м Белорусском фронтах. В боях был трижды ранен. Участвовал в освобождении Сумской области, Калинковичско-Мозырской, Белорусской операциях, освобождении Польши, боях на Сероцком плацдарме. К сентябрю 1944 года младший сержант командовал отделением разведки 1203-го стрелкового полка 354-й стрелковой дивизии 65-й армии 1-го Белорусского фронта. Отличился во время форсирования Нарева.
5 сентября 1944 года вместе с бойцами своего отделения одним из первых в батальоне переправился через Нарев в районе селения Корневец и принял активное участие в боях за захват, удержание и расширение плацдарма в районе населённого пункта Погожелец к северу от Сероцка. В боях он лично захватил в плен 26 солдат и офицеров противника.
Указом Президиума Верховного Совета СССР от 24 марта 1945 года за «образцовое выполнение боевых заданий командования на фронте борьбы с немецкими захватчиками и проявленные при этом мужество и героизм» младший сержант Николай Григорьев был удостоен высокого звания Героя Советского Союза с вручением ордена Ленина и медали «Золотая Звезда» за номером 5520.
С марта 1945 года командовал миномётным расчётом 82-миллиметрового миномёта 19-го стрелкового полка 6-й гвардейской стрелковой бригады Западно-Сибирского военного округа в Тюмени. В августе 1945 года участвовал в советско-японской войне, переходил через пустыню Гоби и Большой Хинган, освобождал город Тунляо.
После окончания войны продолжал службу в Советской Армии, служил в Казахской ССР, затем в Группе советских войск в Германии. С 1956 года служил в частях противовоздушной обороны Одесского военного округа. В 1958 году экстерном окончил Одесское военное пехотное училище.
В январе 1961 года в звании старшего лейтенанта был уволен в запас, позднее получил звание майора запаса. Проживал в Джезказгане, работал старшим инженером штаба гражданской обороны одного из местных заводов. После распада СССР переехал в город Заречный Свердловской области. Занимался общественной деятельностью. Неоднократно участвовал в парадах на Красной площади.
Скончался 25 августа 2016 года в Заречном, похоронен на городском кладбище.

## Награды и звания
Герой Советского Союза (1945).
Награждён орденами Отечественной войны 1-й степени (06.04.1985), Красной Звезды (21.09.1944) и рядом медалей, в том числе «За отвагу» (08.04.1944, 28.06.1944), «За боевые заслуги» (20.09.1945, 03.11.1953), «За победу над Германией в Великой Отечественной войне 1941—1945 гг.» (09.05.1945), «За победу над Японией» (30.09.1945).